# Foe
Foe (читается как фо́у, букв. англ. «враг») — единица энергии, равная 1044 джоулей или 1051 эрг, использующаяся для измерения больших количеств энергии, выделяющейся при взрывах сверхновых и гамма-всплесках.
Название единицы является аббревиатурой, полученной из английского словосочетания [ten to the power of] fifty-оne ergs  (10 в 51 степени эрг).
Единица была введена в 2006 году астрофизиком Джеральдом Брауном из Университета Стоуни Брук во время его совместной работы с Хансом Бете, потому что, по словам Брауна, «[необходимость в такой единице] появлялась в нашей работе достаточно часто».
Единица используется для описания взрывов сверхновых, которые обычно выделяют около одного foe наблюдаемой энергии в течение короткого периода времени (измеряемого секундами). Для сравнения, если грубо предположить, что Солнце сохраняет свою современную светимость L⊙=3,827⋅1026 Вт в течение всего своего времени существования (около 10 млрд лет), оно излучит за это время количество энергии, равное 3,827⋅1026 Вт × 3,1536⋅107 с/год × 1010 лет ≈ 1,2 foe. Энергия примерно в 1 foe выделилась бы при полной аннигиляции двух объектов из вещества и антивещества с массой каждого из них, равной массе Сатурна (5,7⋅1026 кг). Одна солнечная масса имеет эквивалент энергии-массы равный 1787 foe.